# Italian Studies
Italian Studies ist ein Filmdrama von Adam Leon, das im Juni 2021 beim Tribeca Film Festival seine Premiere feierte. 

## Handlung
Eine Schriftstellerin verliert in New York City ihr Gedächtnis und versucht, ihren Weg nach Hause zu finden. Sie verbindet sich mit einer Gruppe von Fremden in realen und eingebildeten Gesprächen.

## Produktion
Regie führte Adam Leon, der auch das Drehbuch schrieb. Die Filmmusik komponiert Nicholas Britell.
Die Dreharbeiten fanden in New York City statt und wurden Anfang März 2019 beendet. Als Kameramann fungierte Brett Jutkiewicz.
Die Premiere erfolgte am 12. Juni 2021 beim Tribeca Film Festival.

## Auszeichnungen
Tribeca Film Festival 2021
- Nominierung in der Sektion Spotlight Narrative[4]